# Stanisław Barańczak
Stanisław Jan Barańczak (ur. 13 listopada 1946 w Poznaniu, zm. 26 grudnia 2014 w Newtonville) – polski poeta, eseista, krytyk literacki, tłumacz literatury angielskiej, amerykańskiej, rosyjskiej i niemieckiej, jeden z najważniejszych twórców Nowej Fali, współzałożyciel Komitetu Obrony Robotników oraz niezależnego pisma Zapis. Używał pseudonimów Barbara Stawiczak oraz Szczęsny Dzierżankiewicz, Feliks Trzymałko, Hieronim Bryłka. J.H., Jan Hammel, Paweł Ustrzykowski, S.B., Sabina Trwałczańska, St.B., Tomasz Niewierny.

## Życiorys
Był synem Jana, lekarza i działacza społecznego, i Zofii z domu Konopińskiej, lekarki, siostry bł. ks. Mariana Konopińskiego. Brat pisarki Małgorzaty Musierowicz, wuj pisarki i tłumaczki Emilii Kiereś.

### Wykształcenie i praca
Absolwent I Liceum Ogólnokształcącego w Poznaniu. Rozpoczął studiowanie filologii polskiej na Uniwersytecie Adama Mickiewicza, a po ukończeniu studiów został asystentem na Uniwersytecie Adama Mickiewicza (od roku 1969). Od roku 1967 do 1971 był redaktorem czasopisma Nurt W roku 1972 został wyróżniony nagrodą „Pióro” za twórczość literacką. W 1973 roku uzyskał doktorat za rozprawę o twórczości Mirona Białoszewskiego (praca pod tytułem „Język poetycki Mirona Białoszewskiego” przygotowana pod opieką profesora Jerzego Ziomka). Wychowanek Jerzego Ziomka i Edwarda Balcerzana. Wykładał również na Uniwersytecie Latającym w Poznaniu i Krakowie, w 1978 r. podpisał deklarację założycielską Towarzystwa Kursów Naukowych. 23 sierpnia 1980 roku dołączył do apelu 64 uczonych, pisarzy i publicystów do władz komunistycznych o podjęcie dialogu ze strajkującymi robotnikami.

### Pod nadzorem cenzury PRL
W grudniu 1975 roku był sygnatariuszem protestu przeciwko zmianom w Konstytucji Polskiej Rzeczypospolitej Ludowej (List 59). W roku 1976 dyscyplinarnie został zwolniony z Uniwersytetu Adama Mickiewicza w Poznaniu, a jego nazwisko znalazło się na liście autorów pod szczególnym nadzorem peerelowskiej cenzury. Tomasz Strzyżewski w książce o cenzurze w PRL opublikował poufną instrukcję cenzorską z 21 lutego 1976 roku Głównego Urzędu Kontroli Prasy, Publikacji i Widowisk, na której umieszczono jego nazwisko oraz następujące wytyczne: Wszystkie własne publikacje autorów z poniższej listy zgłaszane przez prasę i wydawnictwa książkowe oraz wszystkie przypadki wymieniania ich nazwisk należy sygnalizować kierownictwu Urzędu, w porozumieniu z którym może jedynie nastąpić zwolnienie tych materiałów. Zapis nie dotyczy radia i TV, których kierownictwo we własnym zakresie zapewnia przestrzeganie tych zasad. Treść niniejszego zapisu przeznaczona jest wyłącznie do wiadomości cenzorów.

### Emigracja
W 1981 r. wyjechał do Stanów Zjednoczonych i rozpoczął pracę na Uniwersytecie Harvarda, gdzie objął katedrę języka i literatury polskiej im. A. Jurzykowskiego na wydziale slawistyki. Był członkiem Polskiego Towarzystwa Naukowego na Obczyźnie, współredagował Zeszyty Literackie wydawane w Paryżu. W latach 1986–1990 był także redaktorem naczelnym „The Polish Review”, kwartalnika wydawanego przez PIASA. Cierpiał na chorobę Parkinsona. Zmarł 26 grudnia 2014. Został pochowany 3 stycznia 2015 na cmentarzu Mount Auburn w Cambridge (Massachusetts).

## Twórczość
Debiutował w roku 1965 wierszem Przyczyny zgonu opublikowanym w numerze pierwszym miesięcznika Odra. Na początku swojej twórczości nawiązywał do tradycji poezji lingwistycznej reprezentowanej przez takich autorów jak Miron Białoszewski i Tymoteusz Karpowicz. Jednocześnie kreował krytyczny obraz codziennego życia obywateli PRL, czego wyrazem były cykle "wierszy mieszkalnych", "wierszy nabywczych" oraz "kolejkowych". Pierwszy wydany tomik poezji to Korekta twarzy z 1968 roku. W latach 1964–1968 był członkiem grupy poetyckiej Próby, zawiązaną przez środowisko tzw. poznańskich lingwistów. Zafascynowany był w tym okresie twórczością Józefa Czechowicza. W latach 1964–1969 pełnił funkcję kierownika literackiego studenckiego Teatru Ósmego Dnia. W latach 1967–1971 członek redakcji miesięcznika „Nurt” (1967–1973 jako kierownik działu literackiego; w roku 1972 opublikował cykl esejów „Odbiorca ubezwłasnowolniony”), 1967–1975 miesięcznika „Odra”, 1967–1971 „Orientacji”, 1968–1976 „Twórczości”, od 1977 wydawanego w drugim obiegu „Zapisu”, od 1983 czasopisma „Zeszyty Literackie”.
Od 1982 członek Funduszu Pomocy Niezależnej Literaturze i Kulturze Polskiej (Francja) i Komitetu Nagród Fundacji POLCUL (Australia). Członek Stowarzyszenia Pisarzy Polskich.

### Poezja
- 1964: Na wznak w lesie [nieoficjalny debiut poetycki, tomik wydany w nakładzie 4 egzemplarzy]
- 1968: Korekta twarzy[2]
- 1970: Jednym tchem
- 1972: Dziennik poranny. Wiersze 1967–1971[2]
- 1977: Ja wiem, że to niesłuszne. Wiersze z lat 1975–1976
- 1978: Sztuczne oddychanie
- 1980: Tryptyk z betonu, zmęczenia i śniegu[2]
- 1981: Wiersze prawie zebrane
- 1981: Dziennik poranny. Poezje 1967–1981
- 1981: Bo tylko ten świat bólu...
- 1986: Atlantyda i inne wiersze z lat 1981–1985
- 1988: Widokówka z tego świata i inne rymy z lat 1986-1988
- 1991: Biografioły: poczet 56 jednostek sławnych, sławetnych i osławionych oraz Appendix umożliwiający człowiekowi kulturalnemu zrozumienie i zapamiętanie o co chodzi w 7 podstawowych utworach W. Szekspira
- 1991: 159 wierszy. 1968–1988
- 1994: Podróż zimowa. Wiersze do muzyki Franza Schuberta
- 1995: Pegaz zdębiał. Poezja nonsensu a życie codzienne. Wprowadzenie w prywatną teorię gatunków
- 1995: Żegnam cię, nosorożcze. Kompletne bestiarium zniechęconego zoologa od ameby do źrebięcia z uwzględnieniem zwierząt rzadko spotykanych, a nawet w ogóle nie spotykanych
- 1998: Geografioły: z notatek globtrottera-domatora
- 1998: Chirurgiczna precyzja. Elegie i piosenki z lat 1995-1997 - książka nagrodzona nagrodą Nike
- 2016: Zwierzęca zajadłość i inne wiersze

### Eseje
- 1971: Nieufni i zadufani. Romantyzm i klasycyzm w młodej poezji lat sześćdziesiątych
- 1973: Ironia i harmonia. Szkice o najnowszej literaturze polskiej
- 1974: Język poetycki Mirona Białoszewskiego[2]
- 1979: Etyka i poetyka. Szkice
- 1980: Knebel i słowo. O literaturze krajowej w latach siedemdziesiątych
- 1981: Książki najgorsze
- 1983: Czytelnik ubezwłasnowolniony. Perswazje w masowej kulturze literackiej PRL
- 1984: Uciekinier z Utopii. O poezji Zbigniewa Herberta[2]
- 1988: Przed i po. Szkice o poezji krajowej przełomu lat siedemdziesiątych i osiemdziesiątych
- 1990: Tablica z Macondo, albo osiemnaście prób wytłumaczenia sobie i innym po co i dlaczego się pisze
- 1996: Poezja i duch Uogólnienia. Wybór esejów 1970–1995
- 2004: Ocalone w tłumaczeniu: szkice o warsztacie tłumacza poezji z dodatkiem małej antologii przekładów-problemów
- 2019: Odbiorca ubezwłasnowolniony. Teksty o kulturze masowej i popularnej

### Opracowania
- 1981: Wybór poezji
- 1991: Antologia angielskiej poezji metafizycznej XVII stulecia
- 1992: Miłość jest wszystkim, co istnieje: 300 najsławniejszych angielskich i amerykańskich wierszy miłosnych: Antologia
- 1992: Z Tobą więc ze Wszystkim: 222 arcydzieła angielskiej i amerykańskiej liryki religijnej
- 1992: Zwierzę słucha zwierzeń. Małe bestiarium z angielskiego
- 1993: Od Chaucera do Larkina. 400 nieśmiertelnych wierszy 125 poetów anglojęzycznych z 8 stuleci
- 1995: Bóg, Trąba i Ojczyzna
- 1998: Od Walta Whitmana do Boba Dylana. Antologia poezji amerykańskiej
- 2007: Fioletowa krowa: antologia angielskiej i amerykańskiej poezji niepoważnej
- 2017: 444 wiersze poetów języka angielskiego XX wieku

### Inne
- 1993: Zaufać nieufności osiem rozmów o sensie poezji (Rozmowy przeprowadzone ze Stanisławem Barańczakiem w latach 1990–1992)
- 2005: Stanisław Barańczak, Zbigniew Herbert, Korespondencja (1972–1996). Z faksymiliami listów, zapisków, wierszy dla przyjaciół oraz aneksem[8]
- 2019: Stanisław Barańczak, Wisława Szymborska, Inne pozytywne uczucia też wchodzą w grę. Korespondencja 1972–2011

## Działalność polityczna
W latach 1967–1969 należał do PZPR. Sygnatariusz Listu 59 oraz członek założyciel Komitetu Obrony Robotników (1976). Od 1977 roku został również objęty cenzuralnym zakazem publikacji, a także zwolniony dyscyplinarnie z pracy na UAM w Poznaniu. Rozpoczął współpracę z prasą niezależną, między innymi: „Zapisem”, „Krytyką” i „Biuletynem Informacyjnym”. W roku 1977 przystąpił do członkostwa Polskiego PEN Clubu, a w prasie oficjalnej publikował nadal, lecz pod pseudonimem (jako Barbara Stawiczak w „Tygodniku Powszechnym” i „Znaku”, jako Paweł Ustrzykowski w „Tekstach” i „Nurcie”, jako Sabina Trwałczańska w „Tygodniku Powszechnym”, „Zwierciadle” i „Literatura na Świecie”).
Uczestniczył w głodówce w kościele św. Marcina w Warszawie, która była apelem o uwolnienie ofiar wypadków czerwcowych. W 1980 działał w wielkopolskiej „Solidarności”, a w sierpniu tego roku został przywrócony do pracy na Uniwersytecie Adama Mickiewicza w Poznaniu.

## Tłumaczenia

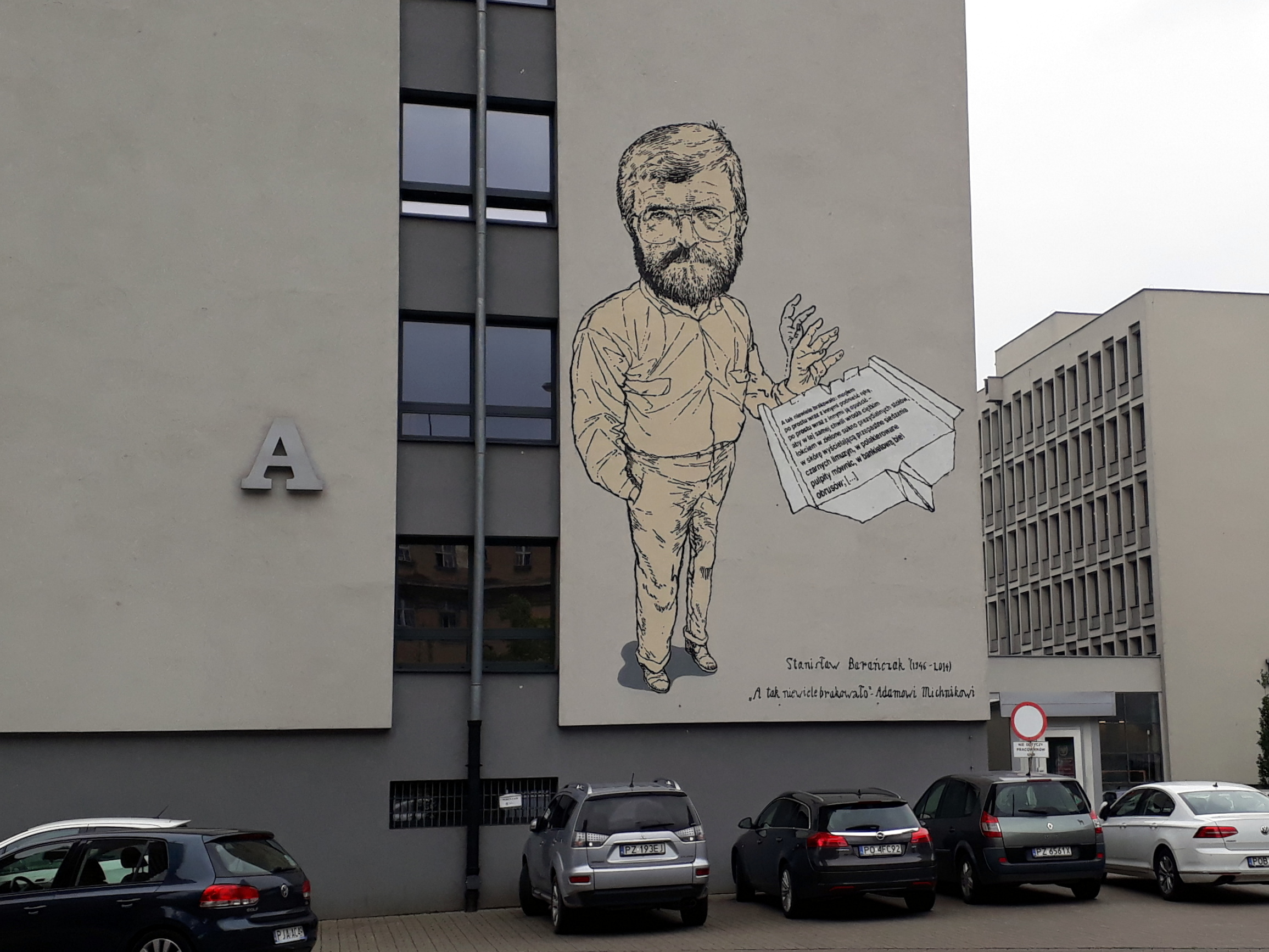
Mural przedstawiający Stanisława Barańczaka; Poznań, Collegium Novum Uniwersytetu im. Adama Mickiewicza

Stanisław Barańczak jest uważany za przedstawiciela poznańskiej szkoły przekładu. Jego publikacje dotyczące teorii przekładu służą kształceniu polskich tłumaczy pracujących w różnych językach.
W dorobku ma dużą liczbę przekładów m.in. z angielskiego, rosyjskiego i litewskiego. Tłumaczył utwory różnorodne pod względem czasu powstania i stylu.
Ocalone w tłumaczeniu (1992) Barańczaka to często cytowana książka w tekstach dotyczących teorii tłumaczenia. Autor porusza w niej problemy takie jak: ekwiwalencja i przekładalność, tłumaczenie polisemii i komizmu, kryteria zastosowania technik adaptacyjnych, archaizacja w tłumaczeniu itd. Jako przykłady rozwiązań poszczególnych trudności Barańczak podaje fragmenty własnych tłumaczeń.
Książka składa się z trzech części. W części pierwszej Barańczak przedstawia swoje ogólne podejście do tłumaczenia poezji poparte przykładami tłumaczeń stworzonych przez innych autorów wraz ze swoimi wersjami. Część drugą stanowi zbiór esejów opisujących problemy, z którymi muszą zmierzyć się tłumacze, na przykład: tłumaczenie poezji dla dzieci, czy tłumaczenie Szekspira dla potrzeb teatru. Część trzecia to „mała antologia przekładów-problemów: 40 łamigłówek w postaci wierszy do przetłumaczenia(...)”, w której autor prezentuje hiszpańskie, niemieckie, rosyjskie i angielskie teksty oryginalne, analizuje je i przedstawia własną propozycję przekładu danego tekstu.
Jedną z teoretycznych propozycji Barańczaka w przekładzie poezji jest heurystyczny model tłumaczenia, którego podstawą jest pojęcie „dominanty semantycznej”.
Zgodnie z modelem Barańczaka w interpretacji poezji nie są potrzebne informacje biograficzne czy społeczno-historyczne.

### Wybrane tłumaczenia

#### Na język polski
- Wystan Hugh Auden, 44 wiersze (1994) Morze i zwierciadło. Komentarz do „Burzy” Szekspira (2003)
- Peter Barnes, Czerwone nosy (w: Dialog, rocznik 1993, nr 1–2, s. 35–101)
- Hilaire Belloc, Lewis Carroll, W.S. Gilbert, A.E. Housman, Edward Lear, 44 opowiastki wierszem (1998)
- Elizabeth Bishop, 33 wiersze (1995)
- Iosif Brodski, Znak Wodny (1993)
- Władimir Bukowski, I powraca wiatr ... (1999)
- Thomas Campion, 33 pieśni (1995)
- Paul Celan, Utwory wybrane (1998)
- E.E. Cummings, 150 wierszy (1983)
- Emily Dickinson
  - 100 wierszy (1963)
  - Drugie 100 wierszy (1995)

- John Donne, 77 wierszy (1997)
- Dr. Seuss (Theodor Seuss Geisel)
  - Sam to wszystko widziałem na ulicy Morwowej
  - Słoń, który wysiedział jajko
  - Kot Prot (2003)
  - Kot Prot znów gotów do psot (2004)
  - Kto zje zielone jajka sadzone
  - Na każde pytanie odpowie czytanie
- Thomas Stearns Eliot, Koty (1995)
- Robert Frost, 55 wierszy (1992)
- Aleksandr Galicz, Pytajcie, synkowie. Wiersze i piosenki (1995)
- Natalja Gorbaniewska, Drewniany anioł. Wiersze
- Thomas Hardy, 55 wierszy (1993)
- Seamus Heaney,
  - 44 wiersze (1994)
  - Ciągnąc dalej. Nowe wiersze 1991–1996 (1996)
  - Światło elektryczne (2003)
- George Herbert, 66 wierszy (1997)
- Robert Herrick, 77 wierszy (1992)
- Gerard Manley Hopkins, 33 wiersze.
- Jan od Krzyża, Poezje wybrane (2010)
- John Keats, 33 wiersze (1997)
- Philip Larkin, 44 wiersze (1991)
- Edward Lear, 44 opowiastki (1998)
- Ursula K. Le Guin, Czarnoksiężnik z Archipelagu (1983)
- Andrew Marvell, 24 wiersze (1993)
- James Merrill, Wybór poezji (1990)
- Ogden Nash, W świecie mułów nie ma regułów (2007)
- William Shakespeare
  - Hamlet (1990)
  - Romeo i Julia (1990)
  - Jak wam się podoba (1990)
  - Król Lear (1991)
  - Burza (1991)
  - Kupiec wenecki (1991)
  - Sen nocy letniej (1991)
  - Zimowa opowieść (1991)
  - Makbet (1992)
  - Dwaj panowie z Werony (1992)
  - Poskromienie złośnicy (1992)
  - Otello (1993)
  - Juliusz Cezar (1993)
  - Komedia omyłek (1994)
  - Stracone zachody miłości (1994)
  - Wieczór Trzech Króli (1994)
  - Wiele hałasu o nic (1994)
  - Koriolan (1995)
  - Król Ryszard III (1996)
  - Tymon Ateńczyk (1996)
  - Wesołe kumoszki z Windsoru (1998)
  - Król Henryk IV część 1 (1998)
  - Król Henryk IV część 2 (1998)
  - Król Henryk V (1999)
  - Wszystko dobre, co się dobrze kończy (2001)
  - Sonety (2011)
- Charles Simic, Madonny z dorysowaną szpicbródką oraz inne wiersze, prozy poetyckie i eseje (1992)
- Henry Vaughan, 33 wiersze (2000)
- Lorenzo Da Ponte, Nahum Tate, Stanisław Barańczak słucha arcydzieł (libretta trzech oper: Wesela Figara i Don Giovanniego Mozarta oraz Dydony i Eneasza Purcella)

#### najęzyk niemiecki
- Panorama der polnischen Literatur des 20. Jahrhunderts (1997)
- Polnische Lyrik aus 100 Jahren (1997)

#### najęzyk angielski
- A Fugitive from Utopia: The Poetry of Zbignew Herbert (1987)
- The Weight of the Body: Selected Poems (1989)

## Nagrody i odznaczenia
- 1972: nagroda Pióra za poezje
- 1972: Nagroda Fundacji im. Kościelskich
- 1974: Medal Młodej Sztuki
- 1980: nagroda im. Alfreda Jurzykowskiego
- 1982: tytuł doktora honoris causa w Curry College w Milton (stan Massachusetts)
- 1990: nagroda PEN Clubu za przekłady
- 1991: nagroda miasta Poznania
- 1993: nagroda literacka ZAiKS-u dla tłumaczy[10]
- 1994: Gigant według poznańskiego oddziału Gazety Wyborczej
- 1995: tytuł doktora honoris causa Uniwersytetu Śląskiego (5 czerwca)
- 1996: Nagroda Polskiego PEN Clubu im. Jana Parandowskiego[11]
- 1996: amerykańska nagroda za przekład tomiku Wisławy Szymborskiej Widok z ziarnkiem piasku (ang. View with a Grain of Sand) wykonany wspólnie z Clare Cavanagh
- przed 1998: Nagroda Fundacji Władysława i Nelli Turzańskich z Toronto w dziedzinie literatury[12]
- 1999: Nagroda Literacka „Nike” za tom poetycki Chirurgiczna precyzja
- 2005: nagroda honorowa Instytutu Książki za wkład w promocję literatury polskiej w obszarze języka angielskiego oraz bogaty dorobek translatorski[13]
- 2006: Krzyż Komandorski Orderu Odrodzenia Polski[14]
- 2006: tytuł doktora honoris causa Uniwersytetu Jagiellońskiego
- 2008: Honorowe Obywatelstwo Miasta Poznania
- 2009: Wrocławska Nagroda Poetycka Silesius za całokształt twórczości
- 2012: Doroczna Nagroda Ministra Kultury i Dziedzictwa Narodowego w dziedzinie literatury[15]
- 2014: Złoty Medal „Zasłużony Kulturze Gloria Artis”[16]
- 2015: Krzyż Wielki Orderu Odrodzenia Polski (pośmiertnie)[17][18]

## Upamiętnienie
W 2015 roku Miasto Poznań i Uniwersytet im. Adama Mickiewicza zainicjowali Poznańską Nagrodę Literacką, której częścią jest Nagroda – Stypendium im. Stanisława Barańczaka. Wysokość stypendium wynosi 40 tys. zł. Nagrodę – Stypendium im. Stanisława Barańczaka przyznaje się twórcom, którzy nie ukończyli 35. roku życia.
Stanisław Barańczak jest też patronem Dwujęzycznego Liceum Uniwersyteckiego w Rzeszowie oraz ulicy w Poznaniu.